# Erophylla sezekorni
Erophylla sezekorni — вид родини листконосові (Phyllostomidae), ссавець ряду лиликоподібні (Vespertilioniformes, seu Chiroptera).

## Середовище проживання та екологія
Країни поширення: Кайманові острови, Куба, Багамські острови, Ямайка. Вид зазвичай лаштує сідала великими колоніями. Раціон включає в себе фрукти, нектар і комах. Цей вид покидає печери пізніше багатьох інших кажанів. Самиця народжує одне дитинча, ймовірно, народжує тільки один раз на рік навесні.